# Jaramataia
Jaramataia is een gemeente in de Braziliaanse deelstaat Alagoas. De gemeente telt 6.140 inwoners (schatting 2009).
De gemeente grenst aan Major Isidoro, Batalha, Craíbas, Traipu en Girau do Ponciano.